# Hans Groll
Hans Groll (* 14. Jänner 1909 in Linz; † 29. August 1975 in Wien) war ein österreichischer Sportwissenschaftler, Sportpädagoge und Pionier der Sportwissenschaften in Österreich.

## Berufslaufbahn und wissenschaftliche Bedeutung
Als fachlicher Leiter des Instituts für Leibeserziehung und späterer Direktor der Bundesanstalt für Leibeserziehung in Wien machte er es sich zur Lebensaufgabe, die Arbeiten seiner Lehrer Karl Gaulhofer und Margarete Streicher zur österreich-typischen Form der Leibesübungen, dem „Natürlichen Turnen“, weiterzuentwickeln. Gleichzeitig betrieb er auf wissenschaftlichem und hochschulpolitischem Gebiet energisch die Anerkennung des Faches als einer vollgültigen Universitätsdisziplin mit Promotionsrecht und eigenem Institutsrang. Als Schriftleiter zeichnete er für die ab 1946 erscheinende Zeitschrift "Leibesübungen – Leibeserziehung" sowie für die Schriftenreihe "Theorie und Praxis der Leibesübungen" verantwortlich. Er habilitierte sich mit dem didaktisch-historischen Thema „Systematiker der Leibesübungen“, wurde zum Direktor der Bundesanstalt für Leibesübungen der Universität Wien ernannt und 1969 schließlich als Professor auf den neu errichteten Lehrstuhl für „Theorie der Leibeserziehung“ berufen, dessen Vorstand er bis zu seinem Tode blieb. Im August 1975 erlag er einem langjährigen Krebsleiden. Nach Hans Groll wurde die „Hans-Groll-Plakette“ benannt, die verdienten Wissenschaftlern und Pädagogen auf dem Fachgebiet, wie im Jahre 1980 etwa Annemarie Seybold, verliehen wird.

## Werke (Auswahl)
- Hans Groll (Hrsg.): Natürliches Turnen , 3 Bände. Wien/München. 1930–1942
- Hans Groll, Eduard W. Burger: Leibeserziehung, Wien-Graz-Innsbruck 1949
- Hans Groll: Idee und Gestalt der Leibeserziehung von heute, 3 Bände, Wien-München 1962–68
- Hans Groll: Systematiker der Leibesübungen, Österreichischer Bundesverlag, 5. Auflage, Wien 1970

## Sekundärliteratur
- Stefan Größing u. a. (Hrsg.):  Pioniere der Sportwissenschaft: Hans Groll, Josef Recla, Adalbert Slama. Purkersdorf : Hollinek 2005.
- Österreich-Lexikon, hrsg. v. E. Bruckmüller u. a., Verlagsgemeinschaft Österreich-Lexikon, 3 Bände, Stichwort Groll Hans. Wien 2004. ISBN 3-85498-385-9.